# Toronto Professionals
Toronto Professionals, fullständigt namn Toronto Professional Hockey Club, var en kanadensisk professionell ishockeyklubb i Toronto som var verksam åren 1906–1909. Toronto Professionals var Torontos första professionella ishockeylag och spelade i den första kanadensiska helprofessionella ishockeyligan Ontario Professional Hockey League, OPHL, åren 1908–1909. Klubben utmanade Montreal Wanderers i en match om Stanley Cup i mars 1908 men förlorade med siffrorna 4-6.

## 1906–07

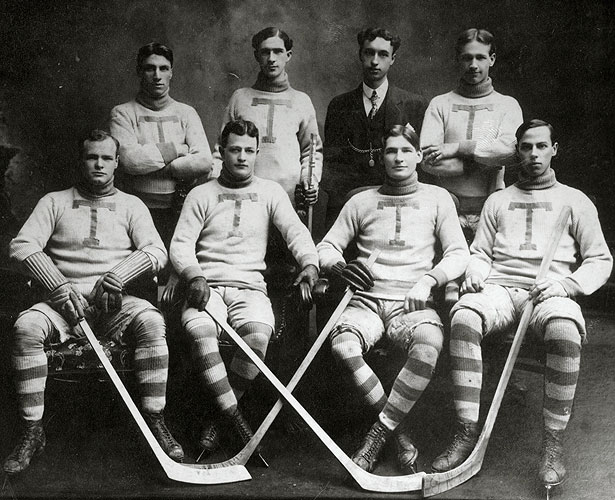
Toronto Professionals säsongen 1906–07. Översta raden: William Slean, Jack Carmichael, B. Spanner, Bruce Ridpath. Främre raden: Roland "Rowley" Young, Charlie Liffiton, Harry Burgoyne, Hugh Lambe.

Toronto Professionals var inte medlemmar av någon liga under säsongen 1906–07 utan spelade träningsmatcher mot lag från andra ligor. Klubben spelade sin första match den 28 december 1906 på Mutual Street Rink i Toronto mot Canadian Soo från IPHL, en match laget förlorade med siffrorna 0–7. Laget mot Canadian Soo bestod av målvakten Mark Tooze, försvarsspelarna Rowley Young och Hugh Lambe, rovern Bruce Ridpath samt anfallsspelarna Jack Carmichael, Harry Burgoyne och Frank McLaren. Toronto Professionals hade inte erhållit sina nya matchtröjor i vitt och lila i tid till matchstart utan fick spela matchen i använda Toronto Marlboros-tröjor.

## 1908
I december 1907 var Toronto Professionals med och startade upp den nya helprofessionella ligan Ontario Professional Hockey League tillsammans med klubbarna Berlin Dutchmen, Brantford Indians och Guelph Royals. Ligan började spela 1908 och Toronto vann serien efter att ha vunnit tio av sina tolv spelade matcher.

### Grundserie
| Lag                   | Matcher | Vinster | Förluster | Oavgjorda | Poäng |
| --------------------- | ------- | ------- | --------- | --------- | ----- |
| Toronto Professionals | 12      | 10      | 2         | 0         | 20    |
| Berlin Dutchmen       | 12      | 5       | 4         | 3         | 13    |
| Brantford Indians     | 12      | 4       | 6         | 2         | 10    |
| Guelph Royals         | 12      | 2       | 9         | 1         | 5     |

Källa: 

### Utmanarmatch om Stanley Cup
Som mästare i OPHL fick Toronto Professionals chansen att spela om Stanley Cup den 14 mars 1908 mot titelhållarna Montreal Wanderers, mästarlaget från Eastern Canada Amateur Hockey Association. Men trots två mål från Torontos stjärnforward Édouard "Newsy" Lalonde förlorade laget matchen med siffrorna 4-6.
| Toronto       | 4 |      | Montreal             | 6 |  |
| ------------- | - | ---- | -------------------- | - |  |
| Chuck Tyner   |   | M    | William "Riley" Hern |   |  |
| Con Corbeau   |   | B    | Art Ross             |   |  |
| Rowley Young  | 1 | B    | Walter Smaill        |   |  |
| Bert Morrison |   | R    | Frank "Pud" Glass    | 2 |  |
| Newsy Lalonde | 2 | C    | Ernie Russell        | 1 |  |
| Bruce Ridpath | 1 | HF   | Cecil Blachford      | 1 |  |
| Wally Mercer  |   | VF   | Moose Johnson        | 1 |  |
| Jack Marks    |   | Avb. | Bruce Stuart         | 1 |  |

Domare – Frank Patrick & Russell Bowie

Avb. = Avbytare

## 1909
Säsongen 1909 skulle bli Toronto Professionals sista. Laget hade svårt att ställa en kontinuerlig laguppställning på isen från match till match. Bland spelarna som såg istid under säsongen fanns anfallsspelarna Skene Ronan och Don Smith. Bruce Ridpath lämnade klubben för Cobalt Silver Kings i Timiskaming Professional Hockey League i februari 1909 och laget slutade till sist på fjärde plats i tabellen. 19 november 1909 meddelade sportdirektören Alexander Milne att klubben lämnade OPHL och att arenan Mutual Street Rink endast skulle användas för amatörishockey säsongen 1909–10.